# Béranger-Aymard Bossé
Béranger Aymard Bosse (ur. 13 marca 1985 w Bangi) — lekkoatleta z Republiki Środkowoafrykańskiej, sprinter, którego specjalizacją jest bieg na 100 metrów. Jego rekord życiowy na tym dystansie wynosi 10,38 sek. Największym osiągnięciem tego afrykańskiego zawodnika jest piąte miejsce w finałowym biegu na 100 metrów na Mistrzostwach Afryki w 2006 roku w Bambous. Bosse uczestniczył również w Mistrzostwach Świata w 2007 i 2009 roku, a także w Igrzyskach Olimpijskich 2008 i Igrzyskach Olimpijskich 2012. Na żadnej z tych  imprez nie udało mu się awansować do drugiej rundy konkursu.

## Rekordy życiowe
| Dystans       | Wynik (s) | Miejsce     | Data             | Uwagi                                 |
| ------------- | --------- | ----------- | ---------------- | ------------------------------------- |
| bieg na 60 m  | 6,64      | Metz        | 28 lutego 2014   | rekord Republiki Środkowoafrykańskiej |
| bieg na 100 m | 10,38     | Dakar       | 28 kwietnia 2007 |                                       |
| bieg na 200 m | 21,08     | Brazzaville | 27 maja 2007     | rekord Republiki Środkowoafrykańskiej |